# Frank M. Setzler

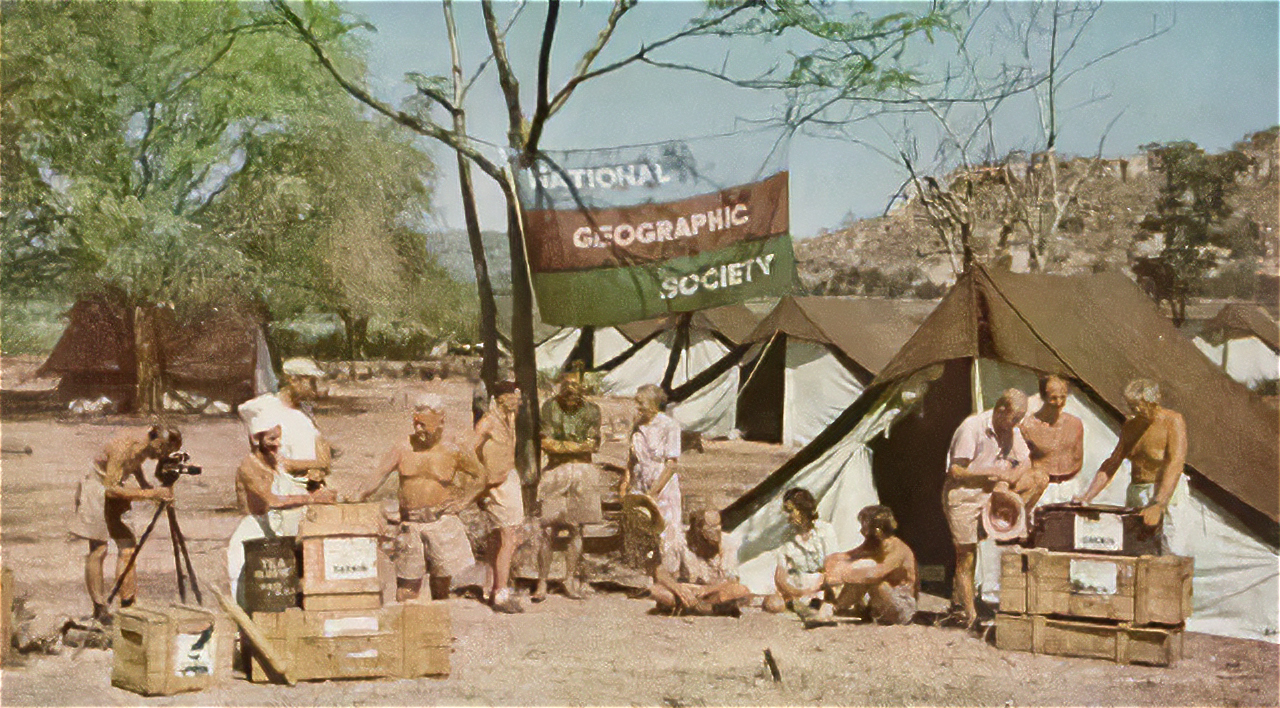
Frank Setzler (ganz rechts) bei der Arnhem-Expedition 1948

Frank Maryl Setzler (* 1902; † 1975) war ein US-amerikanischer Anthropologe. 
Über Setzlers Jugend ist wenig bekannt. Mitte der 1920er Jahre war er Student an der Ohio State University und arbeitete anschließend am Museum of Classical Archaeology dieser Universität. Sein Studium schloss er an der University of Chicago ab. 1930 wurde er Assistenz-Kurator der Division of Archeology (Archäologische Abteilung), 1935 in Nachfolge von Walter Hough Leitender Kurator und von 1937 bis 1960 Chefkurator des Department of Anthropology (Anthropologische Abteilung) im „United States National Museum“, heute National Museum of Natural History, an der Smithsonian Institution.
Vor dem Zweiten Weltkrieg nahm er an mehreren archäologischen Kampagnen in Texas, Colorado, Utah und Coahuila (Mexiko) teil.
1948 war er stellvertretender Leiter der American-Australian Scientific Expedition to Arnhem Land, die von der Smithsonian Institution, der National Geographic Society und der australischen Regierung finanziert wurde.
Frank Setzlers besonderes Interesse galt den indianischen Grabhügeln in den USA, insbesondere der Hopewell-Kultur. Er arbeitete auch in den Gebieten von Marksville in Louisiana, Proctorville in Ohio, Cumberland Island in Florida, Kincaid in Illinois, Cambridge in Maryland, New Martinsville in West Virginia und Saltsville in Virginia.
Setzler war Mitglied in zahlreichen wissenschaftlichen Organisationen und bekleidete dort auch mehrere Ämter. 1971 wurde er zum Ehrendoktor der Indiana University ernannt.

## Veröffentlichungen
Auswahl
- Pottery of the Hopewell type from Louisiana. In: Proceedings of the United States National Museum. Volume 82, 1933, S. 1–22
- Frank M. Setzler, Jesse D. Jennings: Peachtree Mound and village site, Cherokee County, North Carolina. In: Bureau of American Ethnology Bulletin. Volume 131, 1941, S. 1–103
- Welcome Mound and the Effigy Pipes of the Adena People. In: Proceedings of the United States National Museum. Volume 112, 1960, S. 451–458